# Hugo Sánchez Portugal
Hugo Sánchez Portugal (Madrid, 15 de junio de 1984 - Ciudad de México, 8 de noviembre de 2014) fue un futbolista y comentarista deportivo mexicano. Fue comentarista deportivo de Televisa Deportes en México. Jugó profesionalmente en la Primera División de México, con los Pumas de la UNAM y con los Potros de Hierro del Atlante, en donde se retiró.

## Biografía
Era hijo del exfutbolista y entrenador mexicano Hugo Sánchez y nieto del exfutbolista y entrenador mexicano el Pescado Alfonso Portugal.
Hugo Sánchez Portugal era hijo de Hugo Sánchez Márquez y Emma Portugal. Nació en 1984 en Madrid (España) debido a que su padre jugaba en aquel año en el Atlético de Madrid de la Primera División de España, pero siempre tuvo la nacionalidad mexicana.
Estudió comunicación, actuación y modelaje en la Universidad Intercontinental, recibiéndose en el año de 2007 cuando ya había finalizado su carrera como futbolista.

## Jugador profesional
Tras una gran actuación en el Pumas Naucalpan, fue convocado en el primer equipo, con el fin de que jugó la Apertura 2003. Debutó en la Primera división mexicana con los Pumas de la UNAM el 15 de mayo de 2004; tuvo participación en solo cinco partidos, siendo titular en tres. En el 2006 fichó para el Atlante, club en el que dio por finalizada su carrera como futbolista, ya que en casi medio año no tuvo apariciones en la alineación. Posteriormente en ese mismo año participó en el campo de entrenamiento del Club León de la Liga de Ascenso de México. Hacia 2007, cuando Antonio Mohamed era entrenador del Club Atlético Huracán, estuvo a punto de ser transferido al fútbol argentino. Sin embargo, no se dio el registro en la Asociación de Fútbol Argentino. Recibió ofertas también del equipo Chivas USA para presentarse en mayo de 2007, pero declinó. Tuvo un paso fugaz por el fútbol rápido profesional con el equipo La Raza de Monterrey.

## Retiro
Tras su retirada de los campos de fútbol, participó como comentarista deportivo en Televisa y trabajó como modelo durante una época breve antes de volver a trabajar en temas deportivos. Hugo Sánchez Jr, era director de Cultura Física y Deporte en la delegación Miguel Hidalgo de la capital mexicana.

## Muerte
Falleció el 8 de noviembre de 2014 en Ciudad de México a causa de una intoxicación de monóxido de carbono. El cuerpo sin vida fue encontrado en su apartamento.

## Clubes
| Club             | Liga Profesional        | Período     |
| ---------------- | ----------------------- | ----------- |
| Pumas de la UNAM | Primera División México | 2004 - 2006 |
| Atlante          | Primera División México | 2006        |

### Palmarés
| Club             | Liga Profesional         | Torneo        |
| ---------------- | ------------------------ | ------------- |
| Pumas de la UNAM | Primera División México  | Clausura 2004 |
| Pumas de la UNAM | Primera División México  | Apertura 2004 |
| Pumas de la UNAM | Trofeo Santiago Bernabéu | 2004          |